# Cambio de piel (canción)
"Cambio de Piel" es una canción grabada por la cantante chilena Denise Rosenthal. Fue escrita por Rosenthal y Martina Lecaros, siendo producida por Marcelo Aldunate, Stephanie Donickle y Bastián Herrera. Fue publicada el 25 de noviembre de 2016 y marcó el primer lanzamiento de la cantante bajo el sello de Universal Music.

## Composición y estilo
La canción fue escrita durante los meses de agosto y septiembre en medio de las grabaciones de El Camionero, teleserie la cual forma parte. Marcelo Aldunate, productor, señala que esto es un nuevo inicio para la cantante que "comienza una nueva etapa en su carrera musical que proyecta un crecimiento y madurez tanto personal como artística". Y así mismo lo confirma la misma Denise:
"Esta canción, es el inicio de una nueva etapa.  La constante búsqueda de mi propia identidad musical. Soy feliz y agradecida de compartir ese proceso, de exponerlo con realidad y transparencia al mundo. No espero más que seguir aprendiendo y haciendo música que mantenga mi corazón y esencia contenta."

## Lanzamiento
El lanzamiento oficial fue planificado para el viernes 25 de noviembre, anunciado en el diario La Estrella de Iquique, cuando Denise se encontraba de gira en el lugar. Pese a esto, Rosenthal visitó las instalaciones de Radio Coca-Cola ubicado en Bellavista, el día anterior para reproducir por primera vez el corte musical en la radio.
Ya para el día viernes, a las 19:30 Horas de desarrollo la primera "Universal Session" del Sello, en un hotel de vitacura en Santiago. Esto con la finalidad de presentar a la prensa el nuevo sencillo, proyectando una presentación de 3 canciones del disco Fiesta en conjunto con el nuevo sencillo. Además se proyectó de forma exclusiva el videoclip oficial para los asistentes. El evento fue transmitido en un Streaming Facebook Live del sello discográfico.

## Recepción
La canción tuvo buena recepción entre los fanes, además de tener una continua promoción y visita radial a la semana siguiente. El sencillo alcanzó gran popularidad en el servicio de música gratuito Spotify alcanzando gran recepción, sumando más de 100 mil reproducciones en la primera semana y alcanzando el Top 7 de "Los 50 más virales de Chile". Dentro de la promoción estimada, la también actriz presentó de manera oficial en televisión en la maratónica cruzada Teletón, el día sábado 3 de diciembre en el Estadio Nacional, frente a más de 50 mil personas en el recinto, y más de 10 millones de televidentes.

## Listas musicales de canciones
| Chart (2016)         | Máxima posición |
| -------------------- | --------------- |
| Itunes Chile         | 1               |
| Chile Radio Chart    | 1               |
| Spotify Chile        | 2               |
| Youtube (Tendencias) | 4               |
| Chile Singles Chart  | 27              |

- Datos: Q30919117